# Munchkin (karetní hra)

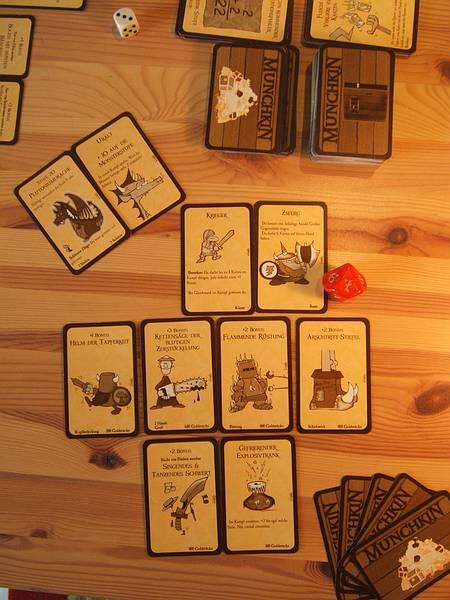
Munchkin

Munchkin je karetní hra navržená Stevem Jacksonem a ilustrovaná Johnem Kovalicem, do češtiny přeložena Petrem Šmerákem.
Tato hra paroduje stereotypy z jiných fantasy světů a her a nabízí zážitek z rabování podzemních kobek bez hraní na hrdiny. Hlavním heslem je „Zabij nestvůru – ukradni poklad – probodni parťáka“. Cílem hráče je „sestoupit do podzemí, probodnout nestvůru, zradit své spoluhráče a sebrat jim vše, co mají“. Hra je v základu pro 3–6 hráčů ve věku od 10 let. Základní verze obsahuje herní kostku, návod a 168 karet, v současné době má však již přes dvacet rozšíření a pokračování. Hry Munchkin se v patnácti jazycích prodalo už přes milion kusů.

## Princip hry
Jak je uvedeno už v pravidlech – hru hráči zahájí tím, že postupně hází kostkou a pak diskutuje o výsledku hodu, jeho významu pro hru a proč tato věta v pravidlech nedává smysl. Principem hry je získat desátou úroveň dříve než ostatní hráči. V cestě však stojí různé kletby a nestvůry, ale i spoluhráči – když už hráč myslí, že vyhrál, ve skutečnosti může být cíli na sto honů vzdálen. Nastane-li ve hře nějaký spor, který nelze vyřešit pomocí psaných pravidel, existuje zde jedno pravidlo, které je nadřazené všem ostatním – pravdu má vždy majitel hry.

### Vytvoření postavy
Každý hráč začíná na první úrovni jako člověk bez povolání pohlaví totožného s hráčovým. Během hry může změnit pohlaví (což není vůbec příjemná záležitost), buduje si svou postavu, získává rasu (či dvě, pokud získá povolení v podobě karty Míšence) a povolání (nebo dvě, pokud získá povolení v podobě karty Supermunchkin), postupuje po úrovních krůček po krůčku k větší síle a výhře. Hra je hodně o náhodě, záleží na tom, jaké karty si vytáhne. Hodně však lze získat i promyšlenou taktikou, schopností smlouvat se spoluhráči, logickým uvažováním a rychlými reakcemi. Ve hře též pomáhají budovat si osobnost různé předměty, ať už se jedná o obuv, pokrývku hlavy či zbroj, nebo různé zbraně. K zahození nejsou ani jednorázově použitelné karty, jako například lektvary či kletby. Při tvorbě postavy je důležité pohlídat si, které karty se drží jen v ruce a které jsou vyložené – ty pak mohou být používané, nebo jen nesené.

## Průběh hry

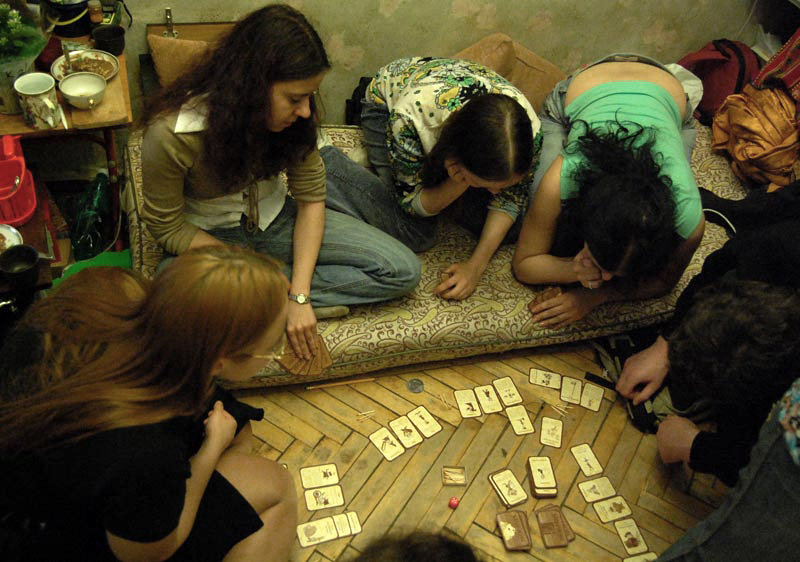
Munchkin

Na začátku se karty rozdělí na dva dobírací balíčky podle symbolů uvedených na rubové straně – dveře a poklady. Každý hráč dostane po 4 kartách z každého balíčku. Z těchto karet si na začátku svého tahu vyloží ty, které hodlá používat, včetně případné rasy a povolání. Každá rasa a povolání má přitom zvláštní schopnosti. Hráči se střídají v kole jeden po druhém, každý hráč pak ve svém kole postupuje v několika fázích.

### Fáze hry
Na začátku tahu hráč hraje karty (např. karty pro postup na další úroveň), vybavuje se novými předměty, mění nesené na používané apod. Dále může obchodovat s jinými hráči či prodávat své předměty, čímž si kupuje nové úrovně. Po tomto úvodním „urovnání“ karet hráč postupuje do první fáze svého tahu.
V tuto chvíli hráč „vykopne dveře“, přesněji řečeno z balíčku dveří táhne vrchní kartu a položí ji na odkládací hromádku (každý balíček – dveře i poklady – má svou odkládací hromádku). Pokud se za dveřmi objeví nestvůra, hráč s ní musí bojovat. Pokud je tam kletba, působí na tohoto hráče. Ostatní typ karet si hráč vezme k sobě do ruky.
Ve druhé fázi tahu může hráč hledat potíže, pokud však již v daném kole nebojoval s nestvůrou. V tuto chvíli může hráč zahrát nestvůru z ruky a bojovat s ní.
Ve třetí fázi hráč rabuje místnost, pokud však v předchozích dvou fázích nebojoval. Rabování spočívá v tom, vzít si do ruky kartu dveří. Tato karta na hráče nepůsobí, i kdyby na ní byla kletba nebo nestvůra. Tuto kartu nemusí hráč ukazovat jiným hráčům.
Ve čtvrté, poslední, fázi tahu probíhá tzv. charita. Pokud má hráč v ruce více než 5 karet (více než 6 u trpaslíka), musí přebytečné karty zahrát, případně předat spoluhráči na nejnižší úrovni. Je-li na nejnižší úrovni více hráčů, karty se mezi ně rozdělí. Pokud je na nejnižší úrovni právě hrající hráč, nadbytečné karty odhodí na příslušnou odhazovací hromádku. Tah končí a hraje další hráč.

### Boj
Při boji s nestvůrou hráč porovnává úroveň nestvůry se svou bojovou silou. Některé nestvůry mohou mít jinou úroveň proti různým rasám/povoláním/pohlavím. Bojová síla hráče se počítá ze součtu jeho úrovně a všech bonusů, pokud daná nestvůra neuvádí nějaké omezení. Pokud hráč v boji uspěje, získává úroveň (nebo dvě u zvláště silné nestvůry) a uvedený počet pokladů. Pokud je však nestvůra stejně silná nebo silnější, hráč musí někoho požádat (uplatit) o pomoc (jejich bojové síly se pak sčítají), nebo před nestvůrou utíkat. Útěk spočívá v hodu kostkou – 5 nebo 6 značí úspěšný útěk, nižší číslo pak neúspěch. V tom případě se hráči stane ošklivá věc uvedená na kartě nestvůry. V boji si hráč může pomáhat lektvary, stejně tak mu jiný hráč může boj ztěžovat jak jednorázovými předměty, tak přihráváním dalších, toulavých nestvůr. Neúspěch v boji i při útěku následovaná smrtí postavy ještě pro hráče neznamená konec hry – hráč přichází o všechny své věci, zůstává mu však rasa, povolání i úroveň.